# Guacimara
Guacimara est le nom d'une femme guanche, fille du roi de d'Anaga, à l'arrivée des conquérants européens à la fin du XVe siècle.
Il apparaît pour la première fois en tant que personnage dans le poème épique d'Antonio de Viana "Antiguedades de las Islas Afortunadas", publié en 1604, qui a ensuite été copié par des auteurs tels que Tomás Arias Marín de Cubas et José de Viera y Clavijo, de sorte que son existence historique n'est pas confirmée,.
Guacimara était la fille de Beneharo de Anaga et son unique héritier, bien que le docteur Juan Bethencourt Alfonso ait ajouté qu'il avait deux autres frères: un garçon, baptisé Enrique et Guajara, épouse de Tinguaro.